# Groupement hospitalier de territoire Grand Paris Nord Est
Ne doit pas être confondu avec Hôpital Grand Paris Nord.
Le groupement hospitalier de territoire Grand Paris Nord Est, appelé « GHT 93 Est », est un groupement hospitalier de territoire, mode de coopération entre les établissements publics de santé en France à l’échelle du département de la Seine-Saint-Denis.

## Composition
Le groupement hospitalier de territoire Grand Paris Nord Est est composé de trois établissement hospitaliers :
- Le centre hospitalier intercommunal Robert-Ballanger d'Aulnay-sous-Bois ;
- Le centre hospitalier intercommunal André-Grégoire de Montreuil ;
- Le groupe hospitalier intercommunal Le Raincy-Montfermeil de Montfermeil.

Le groupement est par ailleurs associé a d'autres établissement hospitaliers :
- Le groupe hospitalier universitaire de Assistance publique - Hôpitaux de Paris (APHP), Hôpitaux Universitaires Paris Seine-Saint-Denis comprenant :
  - L’hôpital Avicenne de Bobigny ;
  - L'hôpital Jean-Verdier de Bondy ;
  - L'hôpital René-Muret-Bigottini de Sevran.

- L'établissement public de santé mentale de Ville-Evrard de Neuilly-sur-Marne
- L'hôpital universitaire Robert-Debré depuis mars 2019[2]